# Waterdown
Waterdown est une communauté qui fait partie de la ville de Hamilton en Ontario au Canada depuis 2001.

## Histoire

### Fusion
En 1974, le village de Waterdown a été fusionné avec les cantons d'East Flamborough, de West Flamborough et de Beverly pour former le bourg de Flamboroguh (en). Le 1er janvier 2001, la nouvelle ville de Hamilton a été créée par la fusion de six municipalités : Hamilton, Ancaster, Dundas, Flamborough, Glanbrook (en) et Stoney Creek.

## Annexe